# Alfred Larsen (zapaśnik)
Karl Alfred Larsen (ur. 22 stycznia 1905 w Oslo, zm. 6 czerwca 1983 tamże) – norweski zapaśnik walczący w stylu klasycznym. Olimpijczyk z Amsterdamu 1928, gdzie zajął trzynaste miejsce w wadze średniej do 75 kg.

## Letnie Igrzyska Olimpijskie 1928
| Konkurencja                  | Walki                   | Walki                  | Klas. końcowa |
| Konkurencja                  | Pierwsza runda          | Druga runda            | Miejsce       |
| ---------------------------- | ----------------------- | ---------------------- | ------------- |
| styl klasyczny, waga średnia | Enrico Bonassin (ITA) P | Albert Kusnets (EST) P | XIII miejsce  |